# Marathon (wieś)
Marathon – wieś w Stanach Zjednoczonych, w stanie Nowy Jork, w hrabstwie Cortland.